# シルクロードステークス
シルクロードステークスは、日本中央競馬会（JRA）が京都競馬場で施行する中央競馬の重賞競走（GIII）である。
競走名の「シルクロード」は、ユーラシア大陸を横断する古代の交易路を指す呼称。

## 概要
1996年に5歳（現4歳）以上の馬による重賞競走として創設された。創設当初は4月に施行していたが、2000年に高松宮記念（GI）の施行時期が3月に変更されたのにあわせて、前哨戦として位置づけられていた本競走も2月上旬に変更、2011年からは1月下旬に繰り上げられた。
創設時の負担重量は別定だったが、2002年よりハンデキャップに変更。
2006年から国際競走に変更され、外国馬の出走が可能になった。創設から2001年までは地方競馬所属馬も出走可能だったが、2002年から2019年までは出走できなくなった。2023年からは地方競馬所属馬も再び出走可能になった。

### 競走条件
以下の内容は、2025年現在のもの。
出走資格：サラ系4歳以上
- JRA所属馬
- 地方競馬所属馬（認定馬のみ、2頭まで）
- 外国調教馬（優先出走）
- 2024年1月27日以降2025年1月26日まで1回以上出走馬

負担重量：ハンデキャップ

### 賞金
2025年の1着賞金は4100万円で、以下2着1600万円、3着1000万円、4着620万円、5着410万円。

## 歴史
- 1996年 - 5歳（現4歳）以上の馬による重賞競走（GIII[注 1]）として創設、京都競馬場の芝1200mで施行[4]。
- 2001年 - 馬齢表記を国際基準へ変更したのに伴い、競走条件を「4歳以上」に変更。
- 2002年
  - 指定交流競走から除外。
  - 負担重量を別定からハンデキャップに変更[4]。
- 2006年 - 国際競走に指定され、外国調教馬が4頭まで出走可能となる[6]。
- 2007年 - 日本のパートI国昇格に伴い、外国調教馬の出走枠が8頭に拡大[9]。
- 2015年 
  - 出走可能頭数を18頭に拡大。
  - 外国調教馬の出走枠を9頭に変更[10]。
- 2017年 - ダンスディレクターがレース史上初の連覇。
- 2020年 - 特別指定交流競走に指定され、地方競馬所属馬が2頭まで出走可能になる。
- 2021年 
  - 京都競馬場の整備工事に伴い、中京競馬場で施行（2022年・2023年も同様）[11][12]。
  - 新型コロナウイルス感染拡大防止のため「無観客競馬」として実施[13]。

### 歴代優勝馬
距離はすべて芝コース。
優勝馬の馬齢は、2000年以前も現行表記に揃えている。
| 回数   | 施行日        | 競馬場 | 距離  | 優勝馬             | 性齢 | タイム | 優勝騎手     | 管理調教師 | 馬主                                 |
| ------ | ------------- | ------ | ----- | ------------------ | ---- | ------ | ------------ | ---------- | ------------------------------------ |
| 第1回  | 1996年4月28日 | 京都   | 1200m | フラワーパーク     | 牝4  | 1:07.6 | 田原成貴     | 松元省一   | 吉田勝己                             |
| 第2回  | 1997年4月20日 | 京都   | 1200m | エイシンバーリン   | 牝5  | 1:06.9 | 南井克巳     | 坂口正則   | 平井豊光                             |
| 第3回  | 1998年4月26日 | 京都   | 1200m | シーキングザパール | 牝4  | 1:08.6 | 武豊         | 森秀行     | 植中昌子                             |
| 第4回  | 1999年4月25日 | 京都   | 1200m | マイネルラヴ       | 牡4  | 1:08.7 | 松永幹夫     | 稲葉隆一   | （株）サラブレッドクラブ・ラフィアン |
| 第5回  | 2000年2月6日  | 京都   | 1200m | ブロードアピール   | 牝6  | 1:09.5 | 武幸四郎     | 松田国英   | 金子真人                             |
| 第6回  | 2001年2月4日  | 京都   | 1200m | トロットスター     | 牡5  | 1:08.7 | 蛯名正義     | 中野栄治   | 高野稔                               |
| 第7回  | 2002年2月3日  | 京都   | 1200m | ゲイリーフラッシュ | 牡9  | 1:08.7 | 小林徹弥     | 安田伊佐夫 | （株）東京サラブレッドビューロー     |
| 第8回  | 2003年2月9日  | 京都   | 1200m | テイエムサンデー   | 牡7  | 1:08.6 | 秋山真一郎   | 福島勝     | 竹園正繼                             |
| 第9回  | 2004年2月8日  | 京都   | 1200m | キーンランドスワン | 牡6  | 1:08.6 | A.スボリッチ | 森秀行     | 平井豊光                             |
| 第10回 | 2005年2月6日  | 京都   | 1200m | プレシャスカフェ   | 牡5  | 1:08.1 | 蛯名正義     | 小島太     | 西川光一                             |
| 第11回 | 2006年2月5日  | 京都   | 1200m | タマモホットプレイ | 牡5  | 1:08.9 | 渡辺薫彦     | 南井克巳   | タマモ（株）                         |
| 第12回 | 2007年2月4日  | 京都   | 1200m | エムオーウイナー   | 牡6  | 1:07.8 | 小牧太       | 服部利之   | 大浅貢                               |
| 第13回 | 2008年2月10日 | 京都   | 1200m | ファイングレイン   | 牡5  | 1:09.1 | 幸英明       | 長浜博之   | （有）社台レースホース               |
| 第14回 | 2009年2月8日  | 京都   | 1200m | アーバンストリート | 牡5  | 1:08.5 | 福永祐一     | 野村彰彦   | 後藤繁樹                             |
| 第15回 | 2010年2月7日  | 京都   | 1200m | アルティマトゥーレ | 牝6  | 1:08.1 | 横山典弘     | 奥平雅士   | （有）社台レースホース               |
| 第16回 | 2011年1月29日 | 京都   | 1200m | ジョーカプチーノ   | 牡5  | 1:08.2 | 藤岡康太     | 中竹和也   | 上田けい子                           |
| 第17回 | 2012年1月28日 | 京都   | 1200m | ロードカナロア     | 牡4  | 1:08.3 | 福永祐一     | 安田隆行   | （株）ロードホースクラブ             |
| 第18回 | 2013年1月27日 | 京都   | 1200m | ドリームバレンチノ | 牡6  | 1:08.6 | 松山弘平     | 加用正     | セゾンレースホース（株）             |
| 第19回 | 2014年2月2日  | 京都   | 1200m | ストレイトガール   | 牝5  | 1:07.4 | 岩田康誠     | 藤原英昭   | 廣崎利洋                             |
| 第20回 | 2015年2月1日  | 京都   | 1200m | アンバルブライベン | 牝6  | 1:07.9 | 田中健       | 福島信晴   | 伊藤信之                             |
| 第21回 | 2016年1月31日 | 京都   | 1200m | ダンスディレクター | 牡6  | 1:07.9 | 浜中俊       | 笹田和秀   | 太田珠々子                           |
| 第22回 | 2017年1月29日 | 京都   | 1200m | ダンスディレクター | 牡7  | 1:07.8 | 武豊         | 笹田和秀   | 太田珠々子                           |
| 第23回 | 2018年1月28日 | 京都   | 1200m | ファインニードル   | 牡5  | 1:08.3 | 川田将雅     | 高橋義忠   | H.H.シェイク・モハメド               |
| 第24回 | 2019年1月27日 | 京都   | 1200m | ダノンスマッシュ   | 牡4  | 1:08.3 | 北村友一     | 安田隆行   | （株）ダノックス                     |
| 第25回 | 2020年2月2日  | 京都   | 1200m | アウィルアウェイ   | 牝4  | 1:09.0 | 川田将雅     | 高野友和   | 吉田勝己                             |
| 第26回 | 2021年1月31日 | 中京   | 1200m | シヴァージ         | 牡6  | 1:08.3 | 福永祐一     | 野中賢二   | （株）カナヤマホールディングス       |
| 第27回 | 2022年1月30日 | 中京   | 1200m | メイケイエール     | 牝4  | 1:08.1 | 池添謙一     | 武英智     | （株）名古屋競馬                     |
| 第28回 | 2023年1月29日 | 中京   | 1200m | ナムラクレア       | 牝4  | 1:07.3 | 浜中俊       | 長谷川浩大 | 奈村睦弘                             |
| 第29回 | 2024年1月28日 | 京都   | 1200m | ルガル             | 牡4  | 1:07.7 | 西村淳也     | 杉山晴紀   | 江馬由将                             |
| 第30回 | 2025年2月2日  | 京都   | 1200m | エイシンフェンサー | 牝5  | 1:08.2 | 川又賢治     | 吉村圭司   | （株）栄進堂                         |

## 同名の競走
1989年から1995年まで、同名の特別競走が行われていた。距離は1989年が芝1600mで、1990年以降は芝1200mだった。

### 1995年までの優勝馬
| 施行日       | 競馬場 | 距離  | 条件     | 優勝馬             | 性齢 | タイム | 優勝騎手 | 管理調教師 | 馬主             |
| ------------ | ------ | ----- | -------- | ------------------ | ---- | ------ | -------- | ---------- | ---------------- |
| 1989年5月6日 | 京都   | 1600m | オープン | シヨノロマン       | 牝4  | 1:35.7 | 武豊     | 庄野穂積   | 庄野昭彦         |
| 1990年5月5日 | 京都   | 1200m | オープン | エーコーシーザー   | 牡5  | 1:10.9 | 武豊     | 安田伊佐夫 | 池内賢市         |
| 1991年5月4日 | 京都   | 1200m | オープン | メイショウマキーナ | 牡4  | 1:09.9 | 田島良保 | 高橋直     | 松本好雄         |
| 1992年5月9日 | 京都   | 1200m | オープン | ユウキトップラン   | 牡4  | 1:09.4 | 武豊     | 佐山優     | 雪本秀樹         |
| 1993年5月8日 | 京都   | 1200m | オープン | ユウキトップラン   | 牡5  | 1:09.5 | 河内洋   | 佐山優     | 雪本秀樹         |
| 1994年5月7日 | 阪神   | 1200m | オープン | ゴールドマウンテン | 牡5  | 1:08.8 | 角田晃一 | 佐山優     | グリーンファーム |
| 1995年5月6日 | 京都   | 1200m | オープン | ゴールドマウンテン | 牡6  | 1:07.9 | 岸滋彦   | 佐山優     | グリーンファーム |

出典：netkeiba.com
- 1989年、1990年、1991年、1992年、1993年、1994年、1995年